# 産土山古墳
産土山古墳（うぶすなやまこふん）は、京都府京丹後市丹後町竹野にある古墳。形状は円墳。国の史跡に指定されている。

## 概要
丹後半島西海岸のほぼ中央、竹野川が日本海にそそぐ河口近くに迫る丘陵の鞍部に位置し、山丘を利用して営まれた円墳である。5世紀中頃の古墳時代中期に築造された。
1939年（昭和14年）に石棺が発見され、京都府史跡勝地調査委員会によって緊急調査が行われた。石棺は墳丘の中央部上辺に東西の方向に主軸をおいて直接埋存するもので凝灰岩で作られた長持形石棺の形式を具え、身は組合せ式でその構造はかなり精巧である。棺内に埴製の枕があり四獣鏡、櫛、勾玉、管玉、ガラス玉、鉄製大刀、鉄製剣、環頭鉄製刀子、鹿角柄鉄製刀子、木弓等が発見され棺外から鉄製品が見出された。所謂、中期古墳の顕著な示例に属するものであり学術上の価値が高い。
発見直後に石棺の周囲が仮指定されたのち、1957年（昭和32年）に墳丘部分も含めて史跡に指定されたが、1953年（昭和28年）の水害で墳丘北半が崩れていたことや同意の問題から、指定範囲は神社有地の一部にとどまり、墳丘西側の民有地の部分がはずれていた。
また、産土山古墳の墳丘の正確な範囲は、これまで発掘調査が実施されなかったため不明確であった。そこで、1995年・96年（平成7・8年）度に丹後町教育委員会が確認調査を実施したところ、直径54メートルの円墳であることが判明した。この調査結果に基づき、1998年（平成10年）12月、新たに判明した範囲に合わせて、一部区域を追加指定するとともに、墳丘外にあたる一部区域の指定が解除された。

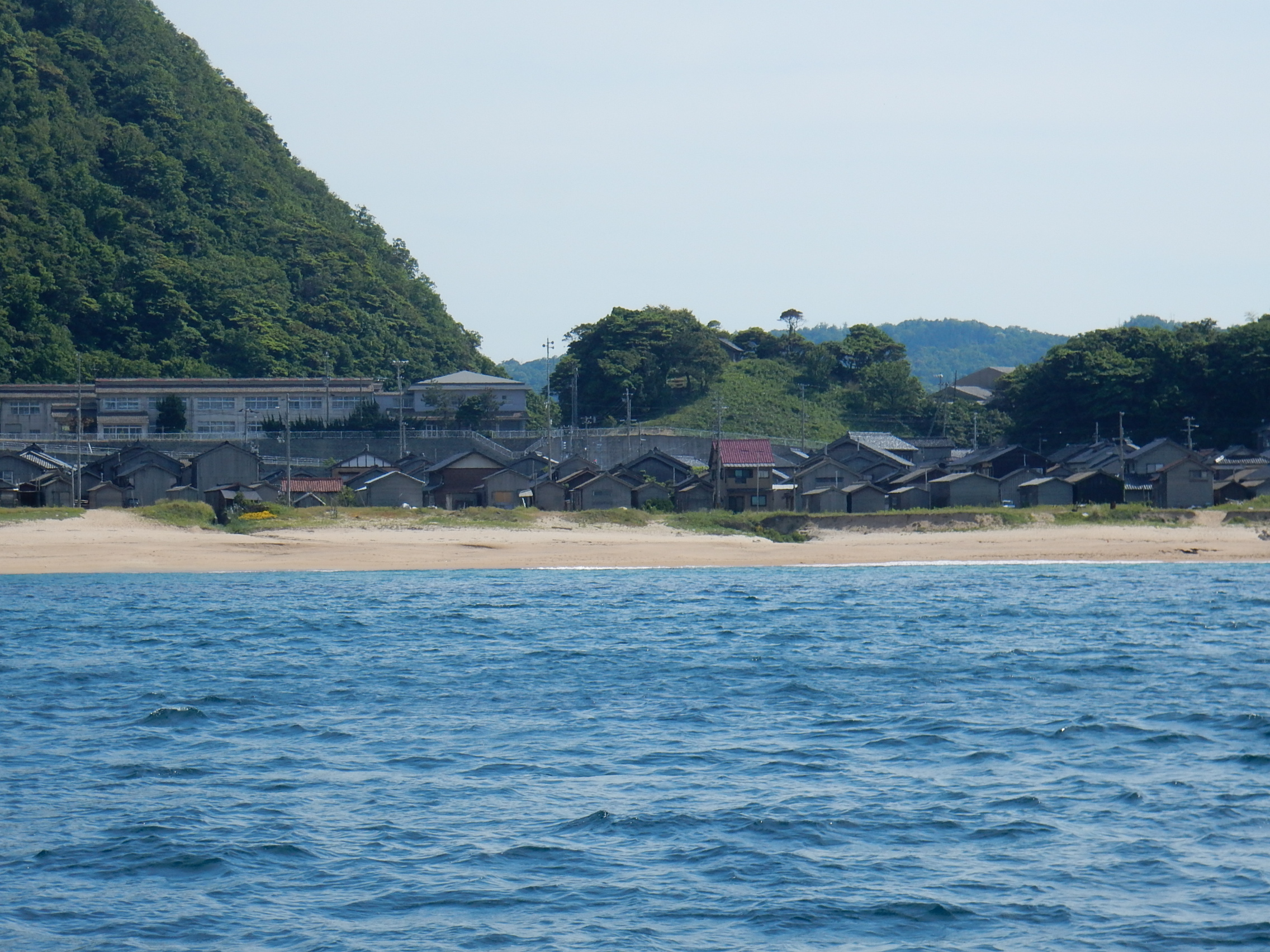
日本海からの遠景
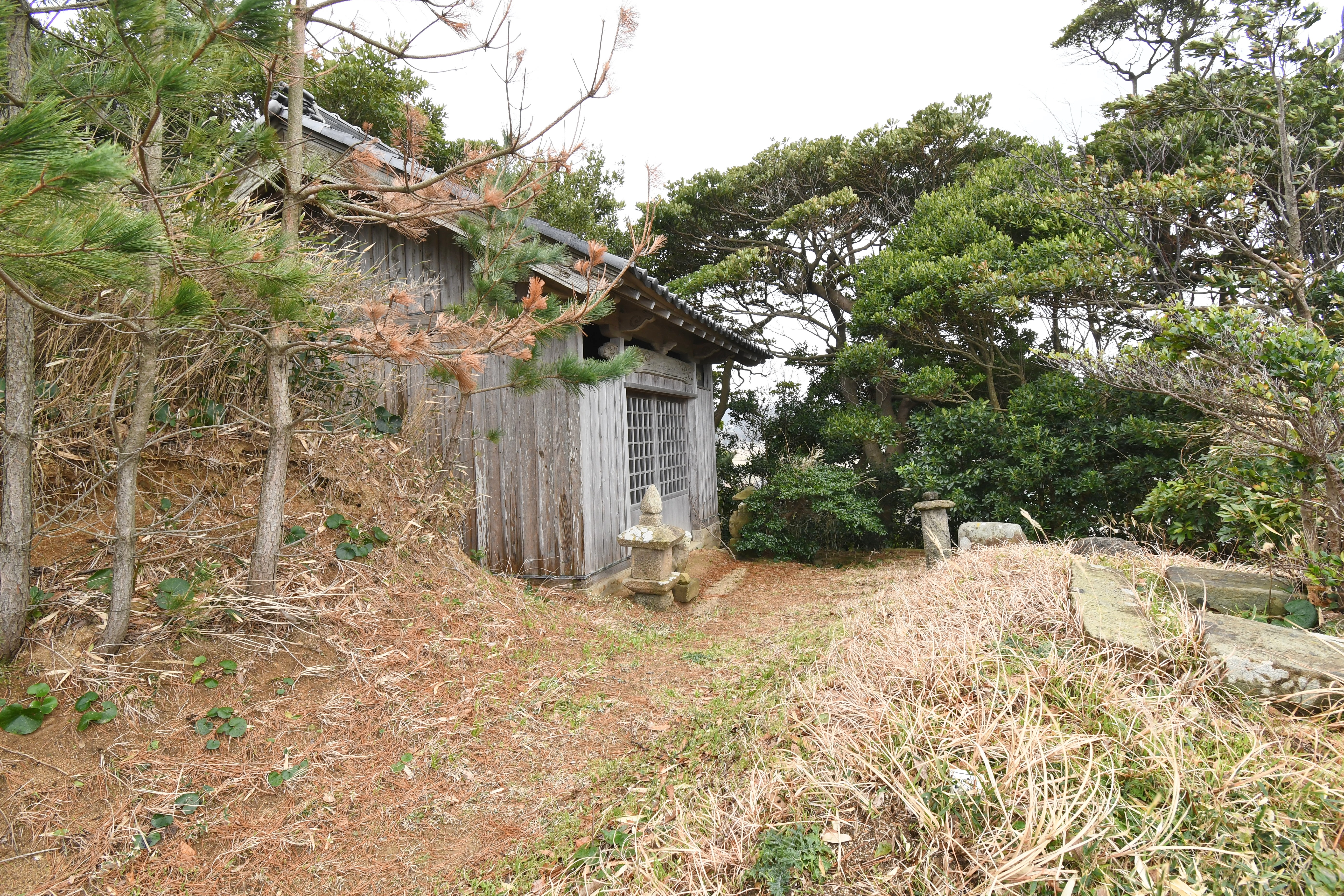
墳頂
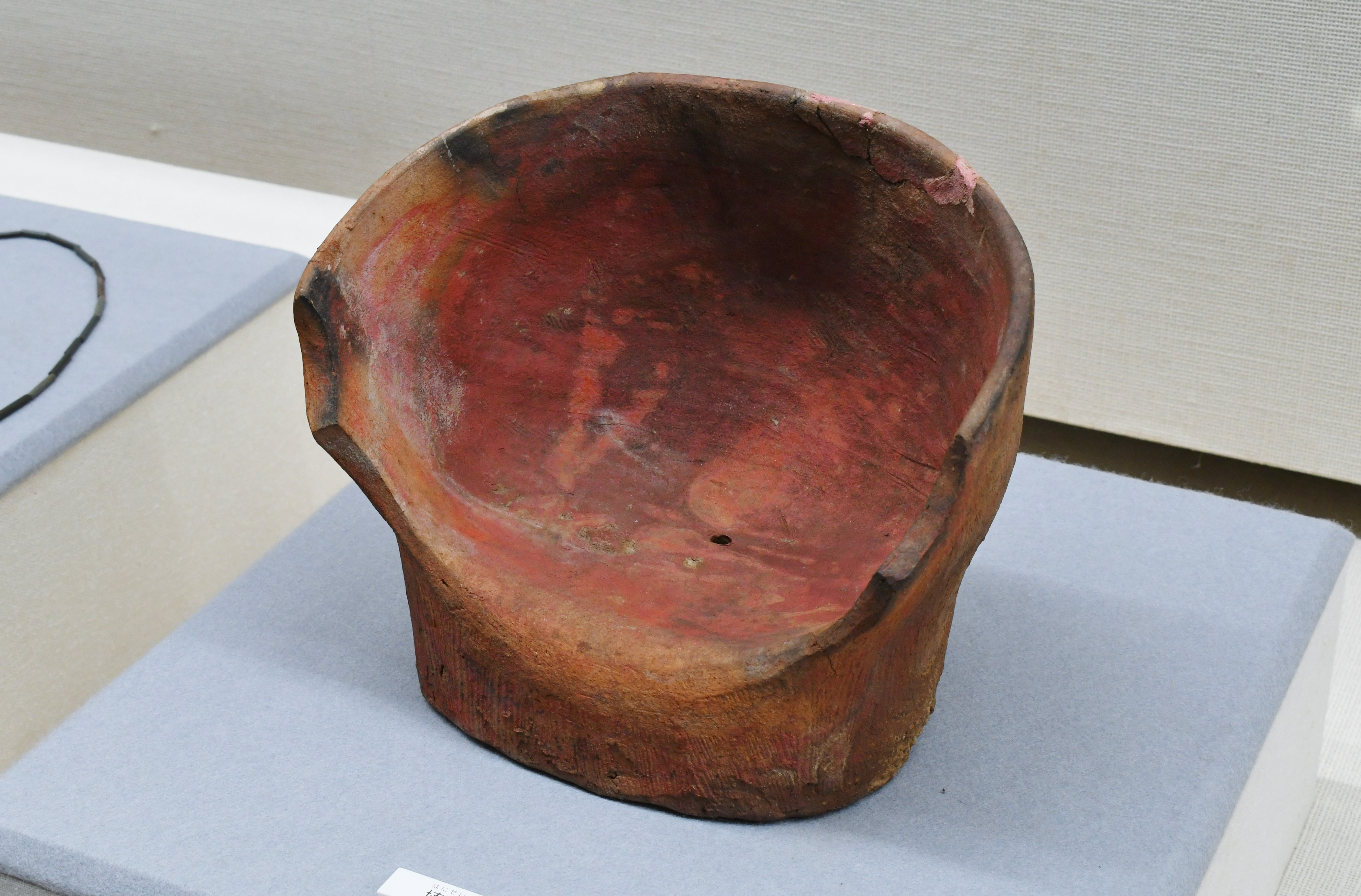
埴製枕 大阪府立近つ飛鳥博物館企画展示時に撮影。
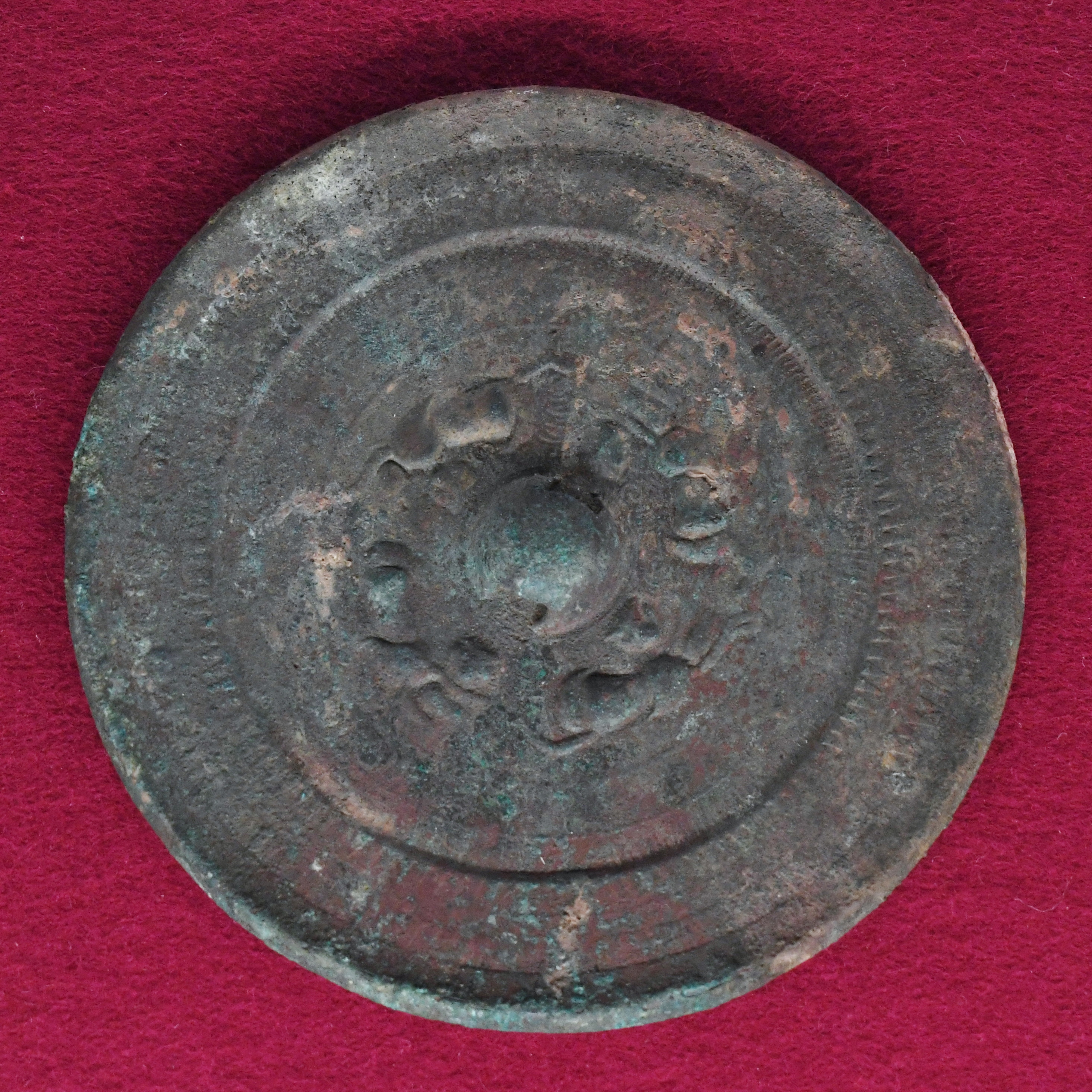
四獣鏡 大阪府立近つ飛鳥博物館企画展示時に撮影。
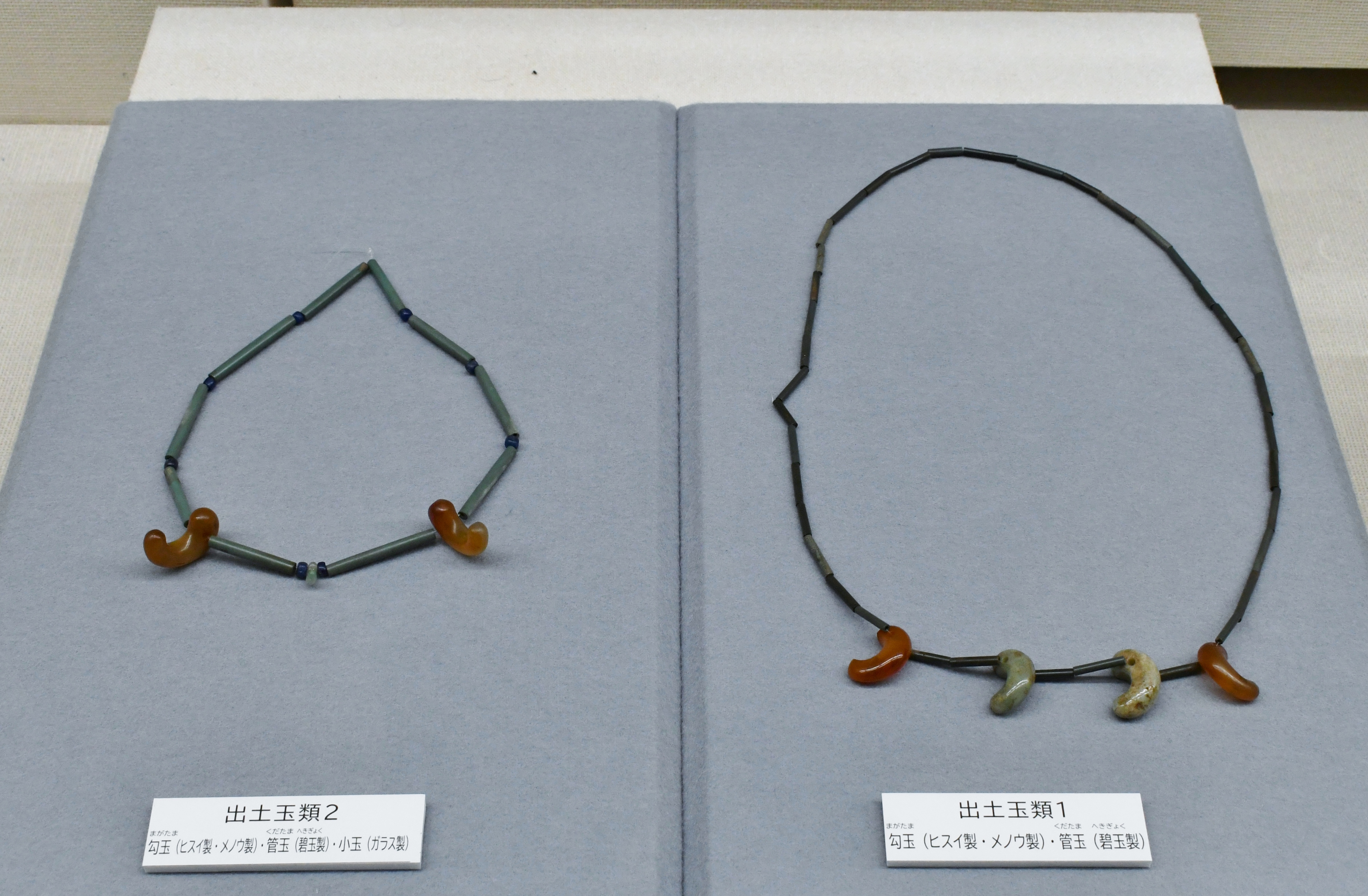
玉類 大阪府立近つ飛鳥博物館企画展示時に撮影。

## 文化財

### 国の史跡
- 産土山古墳 - 1957年（昭和32年）7月1日指定、1998年（平成10年）12月8日に史跡範囲の一部解除・追加指定[2][3]。